# Osachila
Osachila is een geslacht van kreeftachtigen uit de klasse van de Malacostraca (hogere kreeftachtigen).

## Soorten
- Osachila acuta Stimpson, 1871
- Osachila antillensis Rathbun, 1916
- Osachila expansa Takeda, 1977
- Osachila galapagensis Rathbun, 1935
- Osachila kaiserae Zimmerman & Martin, 1999
- Osachila lata Faxon, 1893
- Osachila levis Rathbun, 1898
- Osachila semilevis Rathbun, 1916
- Osachila sona Garth, 1940
- Osachila stimpsonii Studer, 1883
- Osachila tuberosa Stimpson, 1871